# The Game Awards 2023
The Game Awards 2023 (сокр. TGA 2023) — десятая по счёту ежегодная церемония награждения The Game Awards, отмечающая достижения в индустрии компьютерных игр и киберспорта. Мероприятие прошло 7 декабря 2023 года в Peacock Theater (бывший Microsoft Theater), Лос-Анджелес, США; ведущим, как и в прошлые годы, выступил Джефф Кили.
Лидерами по числу номинаций стали Alan Wake 2 и Baldur’s Gate III, попавшие в восемь категорий. Игрой года стала Baldur’s Gate III; она же стала рекордсменом по числу взятых наград, одержав победу в пяти из восьми номинаций, а также получив награду «Голос игроков», определяемую зрительским голосованием.

## Шоу

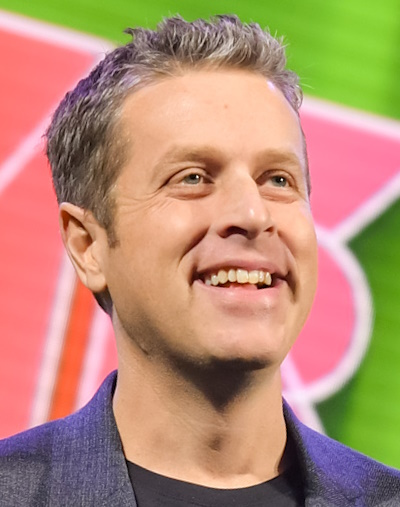
Ведущим и исполнительным продюсером шоу традиционно выступил Джефф Кили

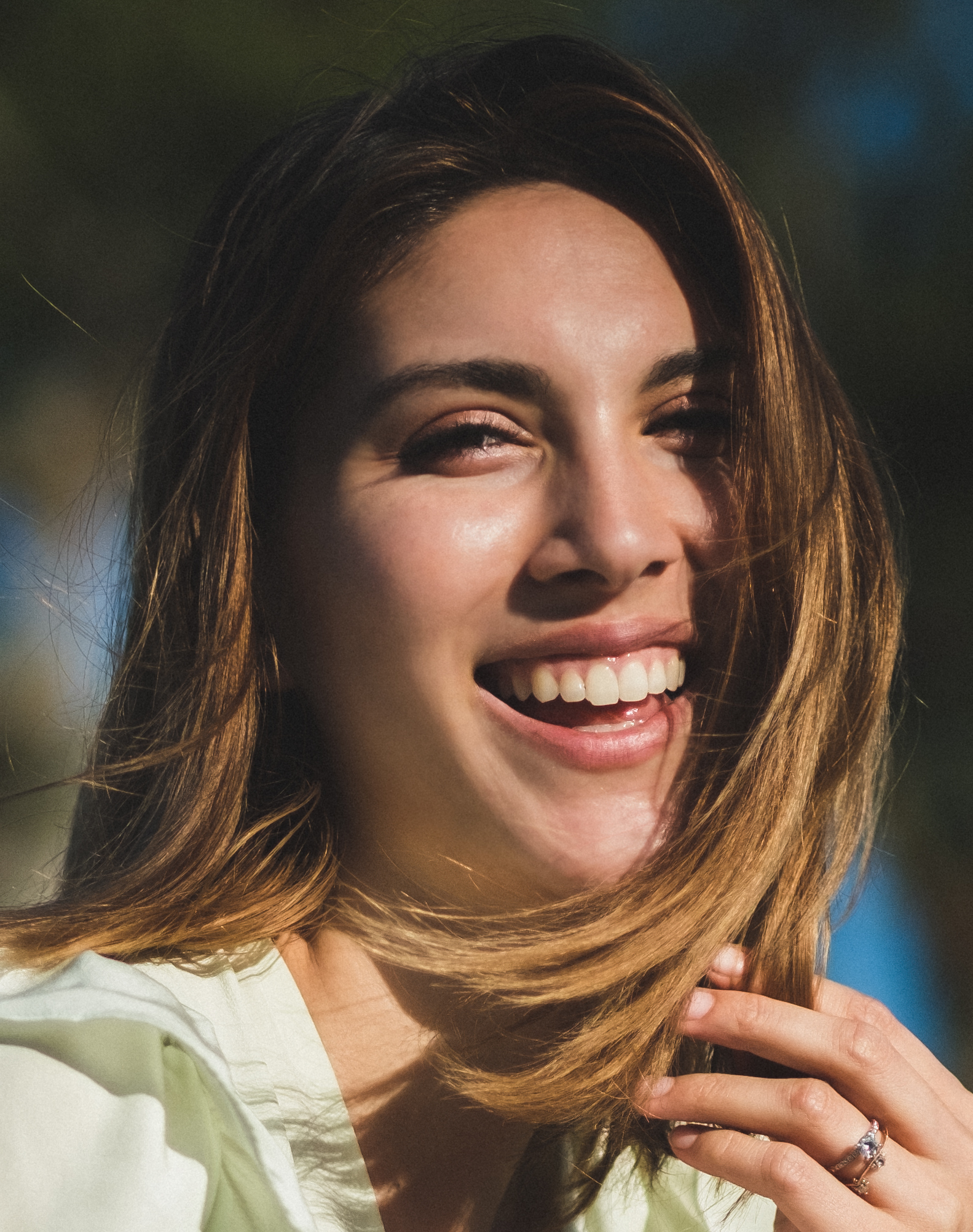
Сидни Гудман провела пре-шоу

Десятая церемония The Game Awards прошла 7 декабря 2023 года в Peacock Theater (бывший Microsoft Theater), Лос-Анджелес, США. Ведущим и исполнительным продюсером шоу, как и в прошлые года, выступил Джефф Кили. Перед выставкой прошло получасовое пре-шоу, посвящённое инди-играм, проведённое Сидни Гудман. В рамках шоу традиционно прошёл концерт The Game Awards Orchestra под руководством дирижёра Лорна Балфа. Мероприятие транслировалось на более 30 стриминговых платформах, включая Twitch, YouTube, Steam, «Твиттер», Facebook и TikTok Live.
Продажа билетов началась 6 ноября 2023 года, и уже через неделю они были распроданы, что стало рекордом для шоу. На мероприятии была усилена охрана, чтобы избежать срыва шоу, как произошло на прошлой церемонии в декабре 2022 года и на Opening Night Live на Gamescom в августе 2023 года.

### Анонсы
Были анонсированы обновления для следующих ранее выпущенных или разрабатываемых игр:
- Apex Legends
- As Dusk Falls
- Asgard’s Wrath 2
- Baldur’s Gate III
- Black Myth: Wukong
- Dave the Diver
- Dragon Ball: Sparking! Zero
- Final Fantasy VII Rebirth
- Final Fantasy XVI
- The Finals
- The First Descendant
- Fortnite Rocket Racing
- God of War Ragnarök
- GTFO
- Guilty Gear Strive
- Honkai: Star Rail
- Lego Fortnite
- Metaphor: ReFantazio
- No Man’s Sky
- The Outlast Trials
- Palia
- Persona 3 Reload
- Prince of Persia: The Lost Crown
- Ready or Not
- Rise of the Ronin
- Senua’s Saga: Hellblade II
- Skull & Bones
- Stormgate
- Warhammer 40,000: Rogue Trader
- Warhammer 40,000: Space Marine 2
- Zenless Zone Zero

Среди новых игр, анонсированных на выставке:
- Big Walk
- Ремейк Brothers: A Tale of Two Sons
- Неназванное продолжение или ремейк Crazy Taxi
- Den of Wolves
- Exoborne
- Exodus
- Неназванное продолжение или ремейк Golden Axe
- Harmonium: The Musical
- Неназванное продолжение или ремейк Jet Set Radio
- Jurassic Park: Survival
- Kemuri
- Last Sentinel
- Light No Fire
- Lost Records: Bloom & Rage
- Marvel’s Blade
- Mecha Break
- Monster Hunter Wilds
- No Rest for the Wicked
- OD
- Pony Island 2: Panda Circus
- Shinobi: Art of Vengeance
- Неназванное продолжение или ремейк Streets of Rage
- Tales of Kenzera: Zau
- The Casting of Frank Stone
- The First Berserker: Khazan
- The Rise of the Golden Idol
- Thrasher
- Usual June
- Visions of Mana
- Windblown
- World of Goo 2

## Награды

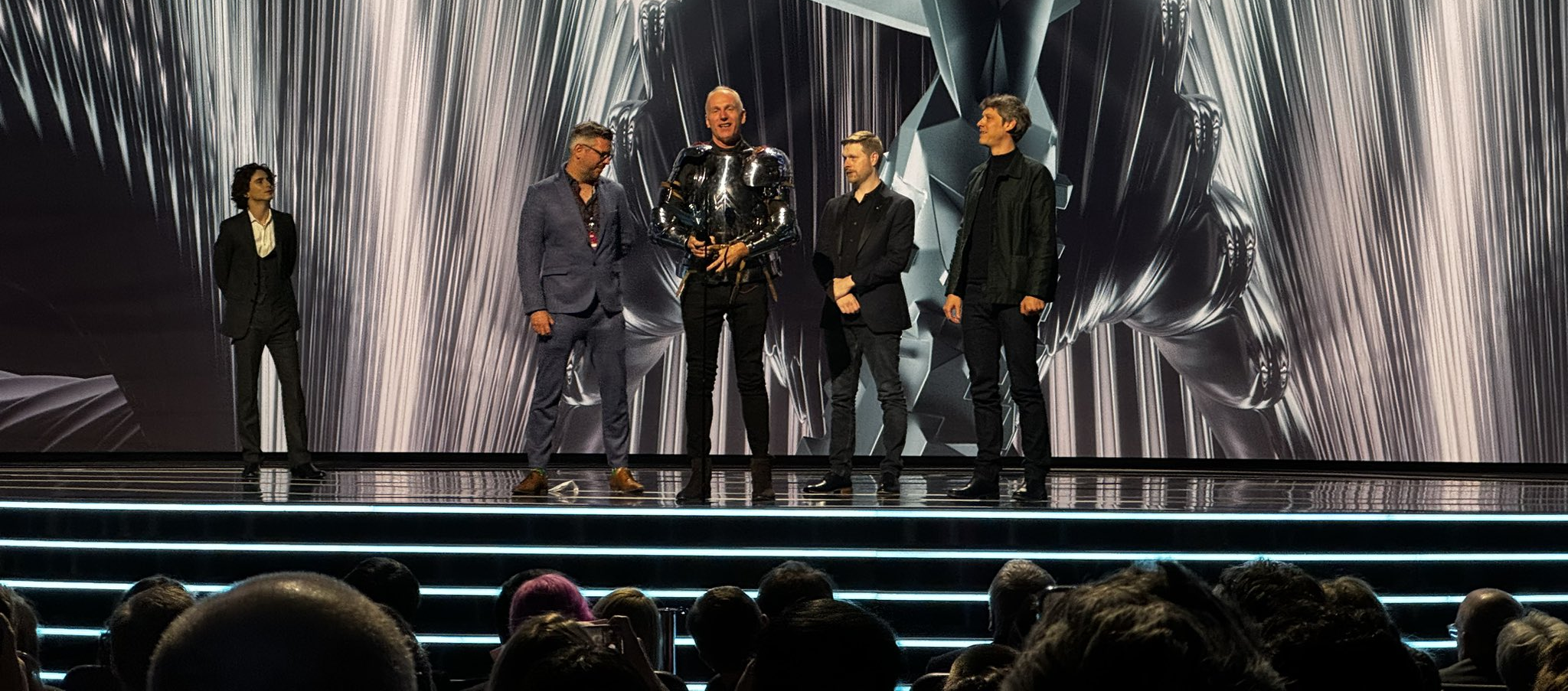
Свен Винке получает награду «Игра года» за Baldur’s Gate III

Номинации были объявлены 13 ноября 2023 года в рамках специальной трансляции; сразу по её завершении открылось зрительское голосование на официальном сайте. Лидерами по числу номинаций стали Alan Wake 2 и Baldur’s Gate III, попавшие в восемь категорий. На номинацию могла рассчитывать любая игра, чей выпуск был назначен на 17 ноября или ранее.
Победители определяются голосованием среди жюри (с весом 90 %) и зрителей (с весом 10 %), которое проводится на официальном сайте и в Discord-сервере, а для китайских игроков также через такие сервисы, как Bilibili и WeChat. Для категорий «Инновация в сфере доступности», «Лучшая адаптация» и киберспортивных наград были собраны специализированные составы жюри. В категории «Голос игроков» победитель на 100 % определяется голосованием среди зрителей; первый тур голосования был запущен 27 ноября. В отличие от предыдущих годов, на сайте не отображалось текущее распределение голосов, а победитель зрительского голосования был объявлен на самой церемонии. По словам Джеффа Кили, за первый день в голосовании приняло участие на 73 % больше человек, чем годом ранее.

### Игры
| Игра года Победитель: - Baldur’s Gate III Номинанты: - Alan Wake 2 - Spider-Man 2 - Resident Evil 4 - Super Mario Bros. Wonder - The Legend of Zelda: Tears of the Kingdom | Лучшая игровая режиссура Победитель: - Alan Wake 2 Номинанты: - Baldur’s Gate III - Spider-Man 2 - Super Mario Bros. Wonder - The Legend of Zelda: Tears of the Kingdom |
| Лучшая поддерживаемая игра Победитель: - Cyberpunk 2077 Номинанты: - Apex Legends - Final Fantasy XIV - Fortnite - Genshin Impact                                          | Лучшее игровое повествование Победитель: - Alan Wake 2 Номинанты: - Baldur’s Gate III - Cyberpunk 2077: Phantom Liberty - Final Fantasy XVI - Spider-Man 2 |
| Лучшее визуальное оформление Победитель: - Alan Wake 2 Номинанты: - Hi-Fi Rush - Lies of P - Super Mario Bros. Wonder - The Legend of Zelda: Tears of the Kingdom          | Лучший саундтрек Победитель: - Final Fantasy XVI Номинанты: - Alan Wake 2 - Baldur’s Gate III - Hi-Fi Rush - The Legend of Zelda: Tears of the Kingdom |
| Лучшее звуковое оформление Победитель: - Hi-Fi Rush Номинанты: - Alan Wake 2 - Dead Space - Spider-Man 2 - Resident Evil 4                                                 | Лучшая актёрская игра Победитель: - Нил Ньюбон в роли Астариона — Baldur’s Gate III Номинанты: - Бен Старр в роли Клайва — Final Fantasy XVI - Камерон Монахэн в роли Кэла Кестиса — Star Wars Jedi: Survivor - Идрис Эльба в роли Соломона Рида — Cyberpunk 2077: Phantom Liberty - Мелани Либёрд в роли Саги Андерсен — Alan Wake 2 - Юрий Ловенталь в роли Питера Паркера — Spider-Man 2 |
| Наибольшее социальное влияние Победитель: - Tchia Номинанты: - A Space for the Unbound - Chants of Sennaar - Goodbye Volcano High - Terra Nil - Venba                      | Лучшая независимая игра Победитель: - Sea of Stars Номинанты: - Cocoon - Dave the Diver - Dredge - Viewfinder |
| Лучшая мобильная игра Победитель: - Honkai: Star Rail Номинанты: - Final Fantasy VII: Ever Crisis - Hello Kitty Island Adventure - Monster Hunter Now - Terra Nil          | Лучшая VR/AR-игра Победитель: - Resident Evil Village: VR Mode Номинанты: - Gran Turismo 7 - Humanity - Horizon Call of the Mountain - Synapse |
| Лучшая экшен-игра Победитель: - Armored Core VI: Fires of Rubicon Номинанты: - Dead Island 2 - Ghostrunner 2 - Hi-Fi Rush - Remnant 2                                      | Лучшая приключенческая экшен-игра Победитель: - The Legend of Zelda: Tears of the Kingdom Номинанты: - Alan Wake 2 - Spider-Man 2 - Resident Evil 4 - Star Wars Jedi: Survivor |
| Лучшая ролевая игра Победитель: - Baldur’s Gate III Номинанты: - Final Fantasy XVI - Lies of P - Sea of Stars - Starfield                                                  | Лучший файтинг Победитель: - Street Fighter 6 Номинанты: - God of Rock - Mortal Kombat 1 - Nickelodeon All-Star Brawl 2 - Pocket Bravery |
| Лучшая семейная игра Победитель: - Super Mario Bros. Wonder Номинанты: - Disney Illusion Island - Party Animals - Pikmin 4 - Sonic Superstars                              | Лучший симулятор или стратегия Победитель: - Pikmin 4 Номинанты: - Advance Wars 1+2: Re-Boot Camp - Cities: Skylines II - Company of Heroes 3 - Fire Emblem Engage |
| Лучшая спортивная/гоночная игра Победитель: - Forza Motorsport Номинанты: - EA Sports FC 24 - F1 23 - Hot Wheels Unleashed 2: Turbocharged - The Crew Motorfest            | Лучшая многопользовательская игра Победитель: - Baldur’s Gate III Номинанты: - Diablo IV - Party Animals - Street Fighter 6 - Super Mario Bros. Wonder |
| Лучший дебют инди-разработчика Победитель: - Cocoon Номинанты: - Dredge - Pizza Tower - Venba - Viewfinder                                                                 | Лучшая поддержка сообщества Победитель: - Baldur’s Gate III Номинанты: - Cyberpunk 2077 - Destiny 2 - Final Fantasy XIV - No Man’s Sky |
| Инновация в сфере доступности Победитель: - Forza Motorsport Номинанты: - Diablo IV - Hi-Fi Rush - Spider-Man 2 - Mortal Kombat 1 - Street Fighter 6                       | Самая ожидаемая игра Победитель: - Final Fantasy VII Rebirth Номинанты: - Hades II - Like a Dragon: Infinite Wealth - Star Wars Outlaws - Tekken 8 |
| Лучшая адаптация Победитель: - Одни из нас Номинанты: - Кастлвания: Ноктюрн - Гран Туризмо - Братья Супер Марио в кино - Скрежет металла                                   | Голос игроков Победитель: - Baldur’s Gate III Номинанты (3-й тур): - Cyberpunk 2077: Phantom Liberty - Genshin Impact - The Legend of Zelda: Tears of the Kingdom - Spider-Man 2 |

### Киберспорт
| Лучшая киберспортивная дисциплина Победитель: - Valorant Номинанты: - Counter-Strike 2 - Dota 2 - League of Legends - PUBG Mobile                                                                  | Лучший киберспортсмен Победитель: - Ли «Faker» Сан Хёк (League of Legends) Номинанты: - Макс «Demon1» Мазанов (Valorant) - Пако «HyDra» Русьевьес (Call of Duty) - Филлип «ImperialHal» Досен (Apex Legends) - Пак «Ruler» Джэ Хёк (League of Legends) - Матье «ZywOo» Эрбо (Counter-Strike) |
| Лучшая киберспортивная команда Победитель: - JD Gaming (League of Legends) Номинанты: - Evil Geniuses (Valorant) - Fnatic (Valorant) - Gaimin Gladiators (Dota 2) - Team Vitality (Counter-Strike) | Лучший киберспортивный тренер Победитель: - Кристин «Potter» Чи (Valorant) Номинанты: - Юн «Homme» Сон Ён (League of Legends) - Джордан «Gunba» Грэм (Overwatch) - Реми «Xtqzzz» Квоньям (Counter-Strike) - Дэнни «Zonic» Соренсен (Counter-Strike)                                          |
| Лучшее киберспортивное мероприятие Победитель: - 2023 League of Legends World Championship Номинанты: - Blast Paris Major 2023 - Evo 2023 - The International 12 - 2023 Valorant Champions         | Контент-мейкер года Победитель: - Ironmouse Номинанты: - People Make Games - Quackity - Spreen - SypherPK |

## Игры с наибольшим количеством номинаций и наград
| Номинаций | Игра                                      |
| --------- | ----------------------------------------- |
| 8         | Alan Wake 2                               |
| 8         | Baldur’s Gate III                         |
| 7         | Spider-Man 2                              |
| 5         | Hi-Fi Rush                                |
| 5         | Super Mario Bros. Wonder                  |
| 5         | The Legend of Zelda: Tears of the Kingdom |
| 4         | Cyberpunk 2077 (с учётом Phantom Liberty) |
| 4         | Final Fantasy XVI                         |
| 3         | Resident Evil 4                           |
| 3         | Street Fighter 6                          |
| 2         | Cocoon                                    |
| 2         | Diablo IV                                 |
| 2         | Dredge                                    |
| 2         | Forza Motorsport                          |
| 2         | Final Fantasy XIV                         |
| 2         | Lies of P                                 |
| 2         | Mortal Kombat 1                           |
| 2         | Party Animals                             |
| 2         | Pikmin 4                                  |
| 2         | Sea of Stars                              |
| 2         | Star Wars Jedi: Survivor                  |
| 2         | Terra Nil                                 |
| 2         | Venba                                     |
| 2         | Viewfinder                                |

| Наград | Игра              |
| ------ | ----------------- |
| 6      | Baldur’s Gate III |
| 3      | Alan Wake 2       |
| 2      | Forza Motorsport  |

## Комментарии
1. ↑  Полный список номинантов на начало первого раунда: Alan Wake 2, Apex Legends, Armored Core VI: Fires of Rubicon, Baldur’s Gate III, Counter-Strike 2, Cyberpunk 2077: Phantom Liberty, Destiny 2, Diablo IV, Final Fantasy XVI, Fortnite, Genshin Impact, Grand Theft Auto Online, Hi-Fi Rush, Hogwarts Legacy, Honkai: Star Rail, League of Legends, Lies of P, Spider-Man 2, Minecraft, Mortal Kombat 1, No Man’s Sky, Octopath Traveler II, Resident Evil 4, Star Wars Jedi: Survivor, Starfield, Street Fighter 6, Super Mario Bros. Wonder, The Legend of Zelda: Tears of the Kingdom, Valorant, Warframe[14]. Жирным выделены номинанты, прошедшие во второй раунд голосования[15].